# Joel Sobotka
Joel Sobotka (1970. augusztus 23. –) amerikai kosárlabdaedző, a Portland State Vikings és a beavertoni Valley Catholic High School egykori vezetőedzője. Korábban a Portland Pilots és a Cal State Northridge helyettes edzője volt.

## Eredményei vezetőedzőként
| Szezon                                         | Eredmény                                       | Eredmény                                       | Helyezés                                       |
| Szezon                                         | Összesített                                    | Konferencia                                    | Helyezés                                       |
| Portland State Vikings (West Coast Conference) | Portland State Vikings (West Coast Conference) | Portland State Vikings (West Coast Conference) | Portland State Vikings (West Coast Conference) |
| ---------------------------------------------- | ---------------------------------------------- | ---------------------------------------------- | ---------------------------------------------- |
| 1998–99                                        | 17–11                                          | 9–7                                            | 3.                                             |
| 1999–00                                        | 15–14                                          | 7–9                                            | 6.                                             |
| 2000–01                                        | 9–18                                           | 6–10                                           | 7.                                             |
| 2001–02                                        | 12–16                                          | 6–8                                            | 6.                                             |
| Összesen:                                      | 53–59 (.473)                                   | 28–34 (.452)                                   | –                                              |

## Fordítás
- Ez a szócikk részben vagy egészben  a   Joel Sobotka című angol Wikipédia-szócikk ezen változatának fordításán alapul.  Az eredeti cikk szerkesztőit annak laptörténete sorolja fel. Ez a jelzés csupán a megfogalmazás eredetét és a szerzői jogokat jelzi, nem szolgál a cikkben szereplő információk forrásmegjelöléseként.